# 郵政事業廳
郵政事業廳（日语：／ Yūsei jigyōchō */?）是日本曾存在的一個國家行政機關，為總務省之外局。其首長為郵政事業廳長官。主要負責日本郵政事業之經營，是當時員額最多的中央省廳。

## 概況
2001年1月6日，郵政省隨著中央省廳再編的實施而被編入新成立的總務省，其中郵政的事業經營由郵政事業廳接手，郵政的行政管理則另由總務省設置郵政企劃管理局負責（今 總務省情報流通行政局郵政行政部）。2003年4月1日，郵政事業廳改組為具有公營企業性質的日本郵政公社，日後又公司化為今日的日本郵政集團。
郵政事業廳的服務範圍大致與原郵政省相同，包括郵遞、郵政儲金、郵政匯票、郵政匯款、簡易人壽保險等。需注意的是，郵政事業廳發行的存款證明、保單等證明文書是以「總務省」名義發行，發行者署名並非郵政事業廳長官而是總務大臣。

## 歷任長官
| 任次 | 姓名       | 就任期間                      | 前職                   | 後職               |
| ---- | ---------- | ----------------------------- | ---------------------- | ------------------ |
| 1    | 足立盛二郎 | 2001年1月6日 - 2002年1月8日   | 郵政省簡易保險局長     | 離職               |
| 2    | 松井浩     | 2002年1月8日 - 2003年1月17日  | 總務省郵政企画管理局長 | 總務審議官         |
| 3    | 團宏明     | 2003年1月17日 - 2003年3月31日 | 総務省郵政企画管理局長 | 日本郵政公社副總裁 |